# 駐日モザンビーク大使館

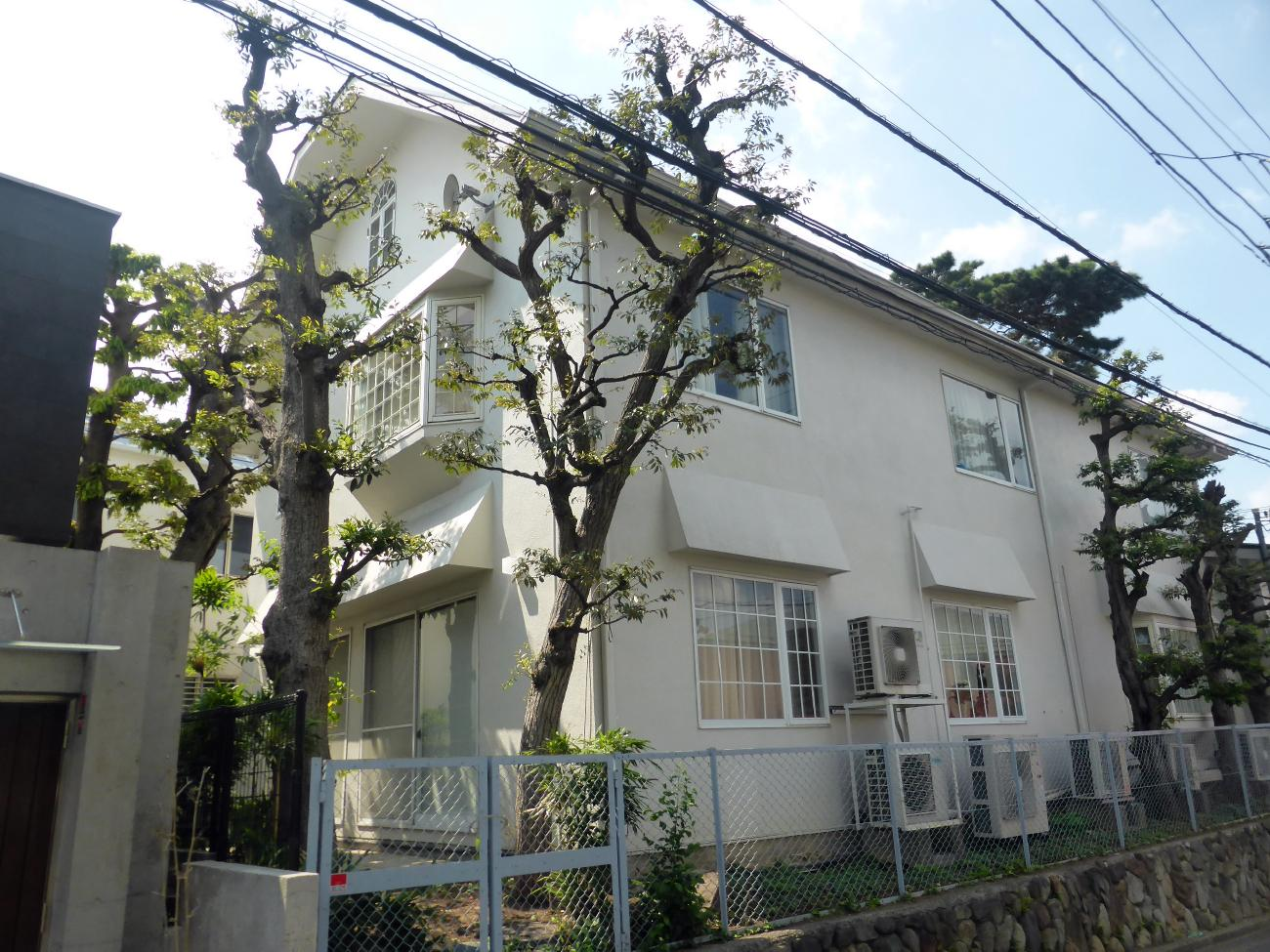
モザンビーク大使館側面

駐日モザンビーク大使館（ポルトガル語: Embaixada de Moçambique no Japão、英語: Embassy of Mozambique in Japan）は、モザンビークが日本の首都東京に設置している大使館である。

## 歴史
- 1975年6月25日、日本がモザンビークの独立と同時に承認する[1]。
- 1977年1月12日、両国の外交関係が樹立[1]。
- 1984年10月、北京の在中華人民共和国モザンビーク大使館が駐日大使館の兼轄を開始する[1]。
- 1993年12月、駐日モザンビーク大使館が開設[1]。

## 所在地
日本語表記〒154-0015　東京都世田谷区桜新町1-33-14
ポルトガル語・英語表記Sakurashinmachi 1-33-14, Setagaya-ku, Tokyo 154-0015
アクセス東急田園都市線桜新町駅西口
2017年7月25日より、上記の住所で運営されている。旧住所は「東京都港区三田3-12-17 芝第三アメレックスビル6階」であった。

## 大使
2023年12月2日より、ジョゼ・アントニオ・ジュスティーノ・ニャルンゴが臨時代理大使を務めている。